# Crisotemi (figlia di Agamennone)
Crisotemi o Crisotemide (in greco antico: Χρυσόθεμις?, Chrysothemis) è un personaggio della mitologia greca, figlia di Agamennone e Clitennestra, sorella di Ifigenia, Oreste e Elettra.

## Mitologia
Sorella di Elettra (per alcuni autori Laodice), Ifigenia (per alcuni autori Ifianassa) e Oreste. Non partecipò all'omicidio del padre Agamennone da parte della madre Clitennestra assieme a Egisto (cugino di Agamennone).
Allo stesso modo, Crisotemi non si ribellò né progettò alcuna vendetta contro la madre per i suoi illeciti rapporti con Egisto e per aver ucciso suo padre.
Crisotemi è citata nell’Iliade, nell’Elettra di Sofocle, nell’Elettra e nell'Oreste di Euripide e nell’Elettra di Hugo von Hofmannsthal, musicata poi da Richard Strauss e nell'omonimo poema di Ghiannis Ritsos.